# 1993–2003: 1st Decade in the Machines
1993–2003: 1st Decade in the Machines er et remixalbum, som indeholder flere kunstneres fortolkninger af det norske band Ulvers musik.

## Spor
1. "Crack Bug" (af Ulver) – 3:33
Baseret på "Nattens madrigal" fra Vargnatt (1993)
2. "A Little Wiser Than the Monkey, Much Wiser Than the Seven Men" (af Alexander Rishaug) – 7:56
Baseret på "A Memorable Fancy Plates 21-22 fra Themes from Wiliam Blake's The Marriage of Heaven and Hell (1998)
3. "Track Snow Slow" (af Information) – 6:32
Baseret på "Silence Teaches You How to Sing" fra Silence Teaches You How to Sing (2001)
4. "Lyckantropen Remix" (af The Third Eye Foundation) – 4:03
Baseret på Lyckantropen Themes (2002)
5. "Lost in Moments Remix" (af Upland) – 2:41
Baseret på "Lost in Moments" fra Perdition City (2000)
6. "Bog's Basil & Curry Powder Potatoes Recipe" (af Bogdan Raczynski) – 5:05
Baseret på "The Voice of the Devil" fra Themes from Wiliam Blake's The Marriage of Heaven and Hell (1998)
7. "Der Alte" (af Martin Horntveth) – 4:38
Baseret på "Speak Dead Speaker" fra Silencing the Singing (2001)
8. "He Said – She Said" (af Neotropic) – 7:03
Baseret på "Not Saved" fra Silencing the Singing (2001)
9. "I Love You, but I Prefer Trondheim (Parts 1-4)" (af A. Wiltzie vs. Stars of the Lid) – 10:22
Baseret på Perdition City (2000) og Nattens madrigal - Aatte hymne til ulven i manden (1997)
10. "Only the Poor Have Time to Travel" (af Fennesz) – 4:11
Baseret på Perdition City (2000)
11. "Ulvrmxsw5" (af Pita) – 6:46
Baseret på Perdition City (2000)
12. "Wolf Rotorvator" (af Jazkamer) – 3:31
Baseret på Bergtatt - Et Eeventyr i 5 Capitler (1994)
13. "The Descent of Men" (af V/Vm) – 2:23
Baseret på Nattens madrigal – Aatte hymne til ulven i manden (1997)
14. "Vow Me, Ibrzu" (af Merzbow) – 10:00
Baseret på Bergtatt – Et Eeventyr i 5 Capitler (1994) og Nattens madrigal – Aatte hymne til ulven i manden (1997)